# Kombinacja norweska na Zimowych Igrzyskach Olimpijskich 2010 – konkurs drużynowy
Druga konkurencja, która odbyła się na Zimowych Igrzyskach olimpijskich 2010 roku w kombinacji norweskiej to konkurs drużynowy. Najpierw zawodnicy rozegrali konkurs skoków na dużej skoczni Whistler Olympic Park Ski Jump, a następnie wystartowali w biegu na 4x5 kilometrów metodą Gundersena. Zawody odbyły się w Whistler 23 lutego 2010 roku.
Drużyna Austriaków w składzie Michael Gruber, Christoph Bieler, Felix Gottwald oraz Mario Stecher była obrońcą tytułu mistrzowskiego z Turynu, kiedy to rozegrano konkurencję startu drużynowego z tą różnicą, że zamiast jednej serii skoków odbyły się dwie serie skoków. Obecnie te zawody rozgrywane są na normalnej skoczni oraz biegiem na 10 kilometrów. Obecnym mistrzem świata w tej konkurencji jest drużyna Japonii w składzie Yūsuke Minato, Taihei Katō, Akito Watabe oraz Norihito Kobayashi.
Ostatnim startem przed igrzyskami w tej konkurencji w Pucharze Świata miał być start w czeskim Harrachovie, jednak z powodu wysokich temperatur i braku śniegu zawody anulowano. 24 stycznia 2010 roku odbył się za to konkurs drużynowy na skoczni normalnej w niemieckim Schonach im Schwarzwald. Zwyciężyła tam reprezentacja gospodarzy w składzie: Georg Hettich, Eric Frenzel, Björn Kircheisen oraz Tino Edelmann.

## Klasyfikacja zawodów
| Pozycja | Drużyna                                                                            | Punktacja skoku | Czas startu | Wynik   | Strata    |
|         | Austria Bernhard Gruber · Felix Gottwald · Mario Stecher · David Kreiner           | 479,9           | +0:36       | 49:31.6 |           |
|         | Stany Zjednoczone Brett Camerota · Todd Lodwick · Johnny Spillane · Bill Demong    | 505,8           | +0:02       | 49:34.8 | + 5.2s    |
|         | Niemcy Johannes Rydzek · Tino Edelmann · Eric Frenzel · Björn Kircheisen           | 473,3           | +0:45       | 49:06.1 | + 19.5s   |
| 4       | Francja Maxime Laheurte · François Braud · Sébastien Lacroix · Jason Lamy Chappuis | 474,7           | + 0:43      | 49:28.4 | + 39.8s   |
| 5       | Norwegia Jan Schmid · Espen Rian · Petter Tande · Magnus Moan                      | 468,4           | + 0:51      | 49:34.9 | + 54.3s   |
| 6       | Japonia Taihei Katō · Daito Takahashi · Akito Watabe · Norihito Kobayashi          | 475,9           | + 0:41      | 50:04.8 | + 1:14.2s |
| 7       | Finlandia Janne Ryynänen · Jaakko Tallus · Anssi Koivuranta · Hannu Manninen       | 507,0           | 0:00        | 51:53.1 | + 2:21.5s |
| 8       | Czechy Aleš Vodseďálek · Miroslav Dvořák · Tomáš Slavík · Pavel Churavý            | 457,3           | + 1:06      | 51:44.2 | + 2:21.5s |
| 9       | Szwajcaria Seppi Hurschler · Tim Hug · Tommy Schmid · Ronny Heer                   | 436,6           | + 1:34      | 52:15.8 | + 4:18.2s |
| 10      | Włochy Alessandro Pittin · Giuseppe Michielli · Lukas Runggaldier · Armin Bauer    | 402,6           | + 2:19      | 51:55.5 | + 4:42.9s |